# Приложения по отслеживанию COVID-19

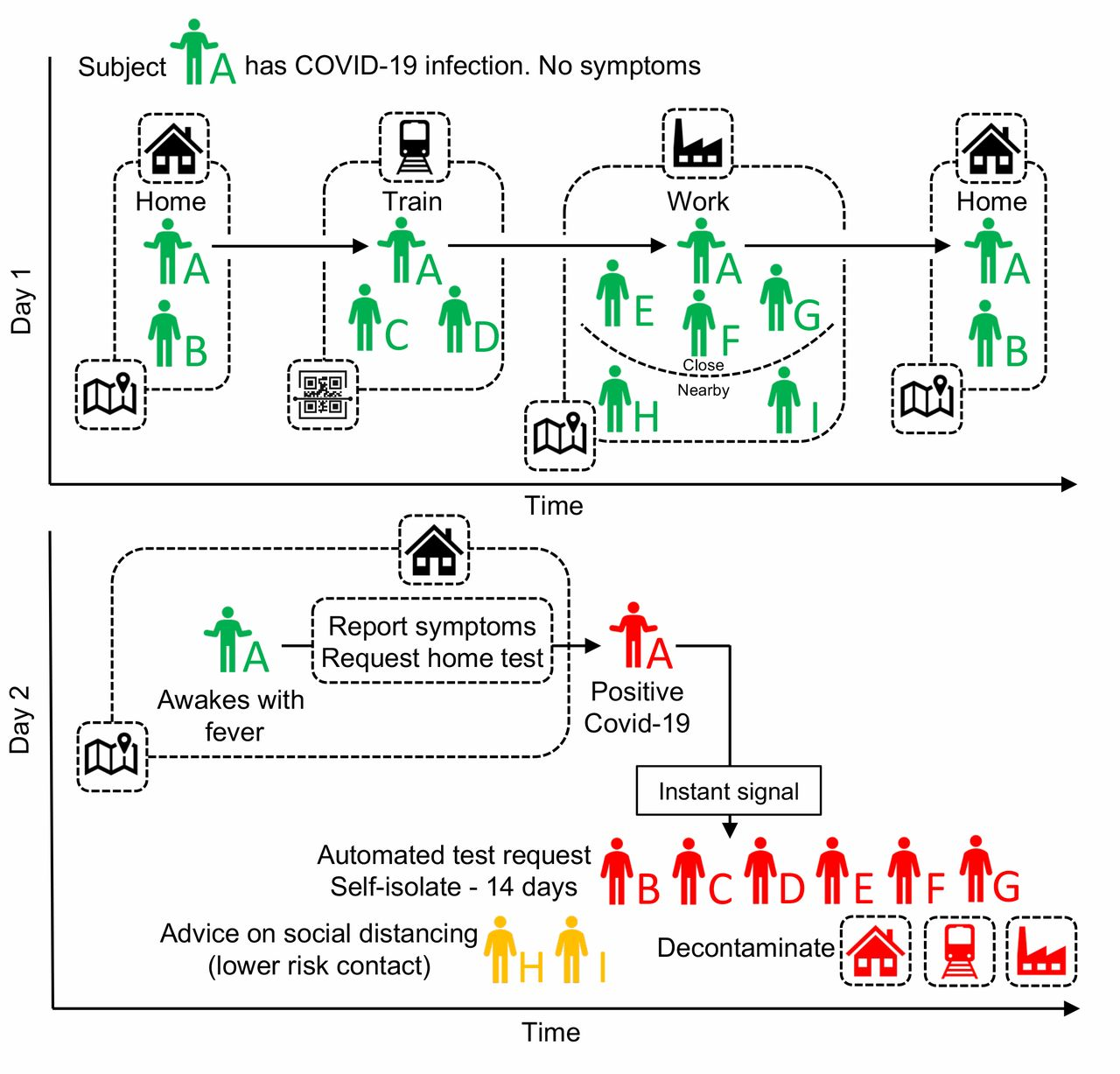
Пример предложения для приложения отслеживания контактов COVID-19 на основе определения местоположения: контакты отдельных лиц A (и всех лиц, использующих приложение) отслеживаются с использованием GPS-локализаций с другими пользователями приложения, в дополнение к сканированию QR-кодов, отображаемых в общественных местах с высокой посещаемостью. где GPS слишком грубый. Физическое лицо A запрашивает тест SARS-COV-2 (с помощью приложения), и его положительный результат теста вызывает мгновенное уведомление лиц, которые были в тесном контакте. Приложение рекомендует изоляцию для случая (индивидуальный А) и карантин их контактов.

Приложения COVID-19 представляют собой мобильные программные приложения, использующие цифровое отслеживание для помощи отслеживания контактов в ответ на пандемию COVID-19, то есть процесс выявления лиц («контактов»), которые могли контактировать с инфицированным человеком.
С этой целью было разработано множество приложений с официальной поддержкой правительства в некоторых территориях и юрисдикциях. Было разработано несколько структур для построения приложений отслеживания контактов. Были подняты проблемы конфиденциальности, особенно о системах, которые основаны на отслеживании географического местоположения пользователей приложения.
Менее навязчивые альтернативы включают использование сигналов Bluetooth для регистрации близости пользователя к другим мобильным телефонам. 10 апреля 2020 года Google и Apple совместно объявили, что они интегрируют Bluetooth-функциональность для поддержки таких приложений непосредственно в свои операционные системы Android и iOS. Индийское приложение для отслеживания Covid-19 «Aarogya Setu» стало самым быстрорастущим приложением в мире, обойдя Pokemon Go с 50 миллионами пользователей за первые 13 дней после его выпуска.

## Страны с официальными приложениями отслеживания контактов
Австралия
COVIDSafe — это приложение для отслеживания контактов, объявленное правительством Австралии 14 апреля 2020 года для борьбы с пандемией COVID-19. Приложение основано на протоколе BlueTrace, разработанном правительством Сингапура, и впервые было выпущено 26 апреля 2020 года.
Бахрейн
BeAware Bahrain — это официальное мобильное приложение для Android и iOS, разработанное Управлением информации и электронного правительства (iGA) в сотрудничестве с Национальной целевой группой по борьбе с коронавирусом (COVID-19). Приложение направлено на уменьшение распространения COVID-19 путем отслеживания контактов для выявления и отслеживания всех активных случаев и их контактов. Он также использует данные о местонахождении граждан для оповещения отдельных лиц в случае, если они приближаются к активному носителю вируса или к месту, которое посещал этот носитель, а также для отслеживания нарушений карантина в течение 14 дней. Он также публикует рекомендации в отношении здоровья и данные в реальном времени о глобальных разработках COVID-19; Генеральный директор iGA Мохаммед Али Аль-Каед сказал: «В приложении используется защищенный от несанкционированного доступа браслет GPS-отслеживания для обмена информацией в режиме реального времени с работниками здравоохранения. Медицинские работники уведомляются о том, что случаи карантина покидают заранее установленную зону на 15 метров, и в этом случае команда ответит, напомнив людям о важности следующих процедур для обеспечения благополучия граждан и жителей».
Китай
Правительство Китая совместно с Alipay развернуло приложение, которое позволяет гражданам проверять, общались ли они с людьми, у которых есть COVID-19. Оно используется более чем в 200 китайских городах.
Колумбия
CoronApp — это мобильное приложение для Android и iOS, доступное для приложений Huawei, разработанное правительством Колумбии. Приложение, загруженное более 1,2 миллионами пользователей, является бесплатным приложением, которое не потребляет данные; это помогает обнаружить пораженные участки и близлежащих людей с положительным диагнозом COVID-19. CoronApp обеспечивает мониторинг в реальном времени данных, собранных в Чрезвычайном операционном центре Национального института здравоохранения (Национальный институт здравоохранения, INS). Он включает в себя технологии, разработанные правительствами Сингапура и Южной Кореи, а также Apple. Конфиденциальность, основная проблема этих приложений со стороны организаций по всему миру, не стала исключением для Колумбии: Fundación Karisma указывает на некоторые уязвимости CoronApp. В качестве дополнительного бонусов приложения правительство Колумбии будет финансировать 1 гигабайт в месяц и 100 минут для пользователей предоплаченных линий, которые его устанавливают.
Чехия
Правительство запустило приложение для отслеживания, на основе сингапурского приложения, под названием eRouška (eFacemask). Приложение было разработано местным ИТ-сообществом, выпущено как открытый исходный код и будет передано правительству.
Гана
Правительство запустило «GH Covid-19 Tracker App», приложение для Android и IOS, с функцией отслеживания местоположения, чтобы предоставить подробную информацию о людях, которые были в том же местоположении, стране или других определенных местах, чтобы предоставить точную информацию органам здравоохранения, чтобы знать, кого проверять и оказывать необходимую помощь. Приложение было разработано Министерством связи и технологий и Министерством здравоохранения. на 2020 апреля 14 года приложение ожидало одобрения со стороны Google Play Store и Apple App Store.
Венгрия
VírusRadar, приложение для Android, было запущено 13 мая 2020 года. Версия для iOS скоро появится. Приложение использует технологию Bluetooth для отслеживания уникальных, случайных AppID в радиусе 2 метров в течение более 20 минут за последние 14 дней. Система была разработана Nextsense на основе технологии отслеживания контактов Nextsense. Он работает под эгидой Министерства инноваций и технологий Венгрии, управляется Правительственным агентством по развитию ИТ и поддерживается biztributor
Исландия
Отслеживание маршрута Rakning C-19 — это приложение GPS-логгера для Android и iOS, базовый интерфейс пользователя и большая часть содержимого которого совпадают с веб-страницей https://www.covid.is. Когда инфекция подтверждена, данные маршрута используются для поддержки более традиционного отслеживания контактов. Согласно обзору технологий MIT от 11 мая 2020 года, он имеет самый большой уровень распространенности среди всех трекеров-контактов в мире, загруженный 38 % исландцев.
Индия
Приложение Aarogya Setu разработанно Национальным центром информатики при Министерстве электроники и информационных технологий правительства Индии. Приложение доступно для скачивания в Google Play Store и Apple App Store.
Израиль
Министерство здравоохранения запустило " HaMagen ", приложение для отслеживания контактов для iOS и Android, запущенное 22 марта 2020 года. Хамаген отслеживает местонахождение пользователя, используя стандартные API определения местоположения, а затем сравнивает их с известными движениями людей с диагнозом COVID-19. Чтобы проверить, были ли пути пересечены в течение предыдущих 14 дней. Приложение Hamagen было специально разработано с использованием нового подхода, основанного на конфиденциальности, поскольку информация о местах и времени перекрестно ссылается на устройства пользователей и не передается в облако.
Малайзия
Правительство запустило MyTrace 3 мая 2020 года, одно из трех отслеживающих приложений, выпущенных вместе с Gerak Malaysia и MySejahtera. Gerak Malaysia — это приложение для отслеживания, которое позволяет полиции и Министерству здравоохранения отслеживать и анализировать движение пользователей, а также регистрироваться для получения разрешения на пересечение государственной границы. MySejahtera — это приложение, созданное Советом национальной безопасности и Министерством здравоохранения для получения информации об обновленной информации и статистических данных о пандемии. MyTrace — это приложение для отслеживания, которое использует Bluetooth для определения того, как долго пользовательский смартфон находится рядом с другими пользователями смартфонов с установленным аналогичным приложением, хотя первоначально он был доступен только на Android.
Новая Зеландия
Министерство здравоохранения запустило NZ COVID Tracer 20 мая, хотя некоторые пользователи сообщили о возможности доступа к приложению 19 мая. Приложение доступно в App Store и Google Play. NZ COVID Tracer позволяет пользователям сканировать свои QR-коды на предприятиях, в общественных зданиях и других организациях, чтобы отслеживать, где они были в целях отслеживания контрактов.
Северная Македония
Правительство запустило «СтопКорона!» 13 апреля 2020 года, став первой страной на Западных Балканах, которая запустила приложение для отслеживания COVID-19. Приложение на основе Bluetooth отслеживает воздействие на потенциально зараженных людей и помогает органам здравоохранения быстро реагировать. Приложение было разработано и предоставлено компанией Skopje Software Nextsense. Что касается законов о защите данных, приложение не использует местоположения пользователей и личную информацию. Мобильные номера пользователей являются единственными пользовательскими данными, хранящимися на серверах, управляемых Министерством здравоохранения.
Норвегия
Приложение Smittestopp, разработанное правительством Норвегии, использует сигналы Bluetooth и GPS.
Саудовская Аравия
Corona Map Саудовская Аравия является официальным мобильным приложением для Интернета, Android и iOS, разработанным Национальным информационным центром здравоохранения (NHIC)  — NHIC разработала собственное приложение интерактивной карты COVID-19, которое позволяет пользователям отслеживать все COVID-19 случаи в мире со статистикой и графиками и возможностью общаться с BashairBot, чтобы ответить на вопросы о COVID-19. В приложении более 130 тыс. Пользователей. 31 248 человек. 
Сингапур
Приложение под названием TraceTogether. Кроме того, был разработан цифровой протокол отслеживания контактов BlueTrace с эталонной реализацией с открытым исходным кодом OpenTrace.
Россия
Министерство цифрового развития, связи и массовых коммуникаций Российской Федерации при участии Министерство здравоохранения Российской Федерации выпустило приложение Госуслуги.COVID трекер. Приложение помогает пользователю найти и запомнить информацию о других устройствах поблизости посредством Bluetooth – эту технологию (Exposure Notification) разработали компании Apple и Google (компания). Приложение доступно App Store и Google Play.

## Страны, рассматривающие возможность размещения
В Соединенном Королевстве Мэтью Гулд, исполнительный директор NHSX, государственного органа, отвечающего за политику в отношении технологий в NHS, заявил в конце марта 2020 года, что организация серьезно рассматривает приложение, которое предупредит людей, если они недавно были в контакте когда кто-то дал положительный результат на вирус после того, как ученые сообщили, что правительство «может сыграть решающую роль» в ограничении блокировок. 22 апреля правительство объявило, что в RAF Leeming проводится альфа-тестирование прототипа приложения. Бета-тестирование началось на острове Уайт 5 мая для сотрудников совета и сотрудников ГСЗ, а 7 мая — более широкое распространение для всех жителей. К 15 мая более 72 000 человек загрузили приложение, что эквивалентно более чем половине населения острова.
Франция начала разработку приложения ("СтопКовид fr ").
И Австралия, и Новая Зеландия рассматривают приложения, основанные на сингапурском приложении TraceTogether и протоколе BlueTrace.
Многие страны объявили об официальной разработке, испытании или внедрении децентрализованных систем отслеживания близости, где сопоставление обнаружений близости происходит локально на устройствах отдельных пользователей, таких как протокол децентрализованного отслеживания близости (DP-3T) с сохранением конфиденциальности или Google-Apple. API уведомления о воздействии. К ним странам относятся Австрия, Швейцария, Эстония, Латвия, Канада, Италия, Германия, Финляндия, Нидерланды, Ирландия и Дания.
В Украине также создали приложение для борьбы c COVID-19, которое называют сегодня Corona Scanner.

## Обоснование
Отслеживание контактов является важным фактором контроля инфекционных заболеваний. Отслеживание контактов более эффективно на более ранних стадиях вспышки, чем на более поздних стадиях, когда большая часть сообщества в любом случае самоизолируется. Цифровая трассировка контактов, особенно если она широко применяется, может быть более эффективной, чем традиционные методы отслеживания контактов. Некоторые сторонники выступают за принятие законодательства, освобождающего определенные приложения COVID-19 от предыдущих общих ограничений конфиденциальности. В марте 2020 года модель профессора Кристофа Фрейзера из Института больших данных Оксфордского университета показывает, что вспышка коронавируса в городе с населением в один миллион человек остановлена, если 80 % всех пользователей смартфонов используют систему отслеживания. Согласно этой модели, пожилые люди все еще должны самоизолироваться в массовом порядке, но лица, которые не имеют симптомов и не являются пожилыми, освобождаются от изоляции, если только они не получают предупреждение о том, что им грозит риск заболевания.

## Вопросы

### Поглощение
Росс Андерсон, профессор инженерного обеспечения безопасности в Кембриджском университете, перечислил ряд потенциальных практических проблем с системами на основе приложений, включая ложные срабатывания и потенциальную неэффективность, если использование приложения ограничено только небольшой частью населения. В Сингапуре только один человек из шести загрузил приложение TraceTogether к апрелю 2020 года; Приложение использовалось недостаточно из-за того, что от пользователей требовалось, чтобы оно всегда оставалось открытым.
Предложенный план отслеживания контактов Google / Apple направлен на смягчение проблемы захвата путем включения механизма отслеживания в их операционные системы устройств, распространяемого стандартными механизмами обновления программного обеспечения. На втором этапе операционная система сможет отслеживать местоположение без необходимости загружать отдельное приложение COVID-19.
Команда из Оксфордского университета смоделировала влияние приложения отслеживания контактов на город с населением в 1 миллион. По их оценкам, если бы приложение использовалось в сочетании с защитой более 70-х годов, то 56 % населения должны были бы использовать приложение для него, чтобы подавить вирус. Это будет эквивалентно 80 % пользователей смартфонов в Великобритании. Они обнаружили, что приложение все еще может замедлить распространение вируса, если его загрузит меньше людей, при этом предотвращается одна инфекция для каждого одного или двух пользователей.

### Ограничения магазина приложений
Для решения проблемы распространения вводящих в заблуждение или вредоносных приложений Apple, Google и Amazon установили ограничения на то, какие типы организаций могут добавлять приложения, связанные с коронавирусом, в свой App Store, ограничивая их только «официальными» или другими уважаемыми организациями.

### Проблемы конфиденциальности, дискриминации и маргинализации
Участники кампании по защите конфиденциальности выразили свою обеспокоенность по поводу последствий массового наблюдения с использованием приложений на основе коронавируса, в частности на вопрос о том, будет ли демонтирована инфраструктура наблюдения, созданная для борьбы с пандемией коронавируса, когда угроза исчезнет. Американский союз гражданских свобод опубликовал набор принципов для отслеживания контактов с помощью технологий, и Международная Амнистия и более 100 других организаций опубликовали заявление содержится призыв к ограничению такого вида надзора. Организации объявили восемь условий по государственным проектам:
1. наблюдение должно быть «законным, необходимым и соразмерным»;
2. Расширения мониторинга и наблюдения должны иметь положения об ограничении их действия;
3. использование данных должно быть ограничено целями COVID-19;
4. безопасность и анонимность данных должны быть защищены и доказаны как защищенные на основе доказательств;
5. цифровое наблюдение должно учитывать риск усугубления дискриминации и маргинализации;
6. любой обмен данными с третьими сторонами должен быть определен в законе;
7. должны быть гарантии от злоупотреблений и права граждан реагировать на злоупотребления;
8. Потребуется «значимое участие» всех «соответствующих заинтересованных сторон», в том числе экспертов в области общественного здравоохранения и маргинальных групп.

Немецкий компьютерный клуб Chaos (CCC) и « Репортеры без границ» (Reporter ohne Grenzen) (RSF) также выпустил контрольные списки.
Предлагаемый план отслеживания контактов Google / Apple предназначен для решения проблемы постоянного наблюдения путем удаления механизма отслеживания из операционных систем их устройств, когда он больше не нужен.
20 апреля 2020 года было сообщено, что более 300 ученых подписали заявление в пользу децентрализованных приложений отслеживания контактов по сравнению с централизованными моделями, учитывая сложность предотвращения использования централизованных вариантов «для обеспечения необоснованной дискриминации и наблюдения». В централизованной модели центральная база данных записывает идентификационные коды встреч между пользователями. В децентрализованной модели эта информация записывается на отдельных телефонах, причем роль центральной базы данных ограничивается идентификацией телефонов по их идентификационному коду, когда необходимо отправить предупреждение.
Хьюман Райтс Вотч предполагает, что национальные мобильные приложения для отслеживания контактов COVID-19 потенциально могут представлять серьезную угрозу правам человека.

## Общие подходы

### Централизованное отслеживание контактов
В некоторых странах вместо приложений используется сетевое отслеживание местоположения, что исключает необходимость загрузки приложения и возможность избежать отслеживания. В Израиле сетевое отслеживание было одобрено. Сетевые решения, которые имеют доступ к необработанным данным о местоположении, имеют значительные потенциальные проблемы с конфиденциальностью. Однако не все системы с центральными серверами должны иметь доступ к персональным данным о местоположении; Был создан ряд систем сохранения конфиденциальности, которые используют центральные серверы только для связи (см. раздел ниже).
В Южной Корее для отслеживания контактов использовалась система без приложений. Вместо использования специального приложения система собирала информацию отслеживания из различных источников, включая данные отслеживания мобильных устройств и данные транзакций с картами, и объединяла их для создания уведомлений посредством текстовых сообщений для потенциально инфицированных лиц. В дополнение к использованию этой информации для предупреждения потенциальных контактов правительство также сделало информацию о местонахождении общедоступной, что разрешено из-за далеко идущих изменений в законах о защите информации после вспышки MERS в этой стране. Эта информация доступна для общественности через ряд приложений и веб-сайтов.
Страны, включая Германию, рассматривали возможность использования как централизованных, так и систем сохранения конфиденциальности. Нна 2020 апреля 6 года , детали еще не были выпущены.

### Децентрализованное отслеживание контактов
Сохранение конфиденциальности отслеживание контактов — это устоявшаяся концепция, значительный объем научной литературы которой датируется как минимум 2013 годом.
По состоянию на 7 апреля 2020 года более десятка групп экспертов работали над решениями, обеспечивающими конфиденциальность, такими как использование Bluetooth Low Energy (BLE) для регистрации близости пользователя к другим мобильным телефонам. Затем пользователи получают сообщение, если они были в тесном контакте с кем-то, чей тест на COVID-19 оказался положительным.
Группа европейских исследователей, в том числе из Института Фраунгофера Генриха Герца и Федеральной политехнической школы Лозанны (EPFL), находились под эгидой Панъевропейского проекта по отслеживанию близости (PEPP-PT), разрабатывающего BLE приложение для этой цели, которое разработано, чтобы избежать необходимости навязчивого наблюдения со стороны государства. Тем не менее, PEPP-PT является координационным усилием, которое содержит как централизованные, так и децентрализованные подходы. 17 апреля 2020 года EPFL и ETH Zurich вышли из проекта, раскритиковав PEPP-PT за отсутствие прозрачности и открытости, а также за недостаточное уважение личной конфиденциальности. Позже сообщалось, что KU Leuven, то CISPA Гельмгольц Центр информационной безопасности, Европейской лаборатории обучения и интеллектуальных систем и Технического университета Дании, также вышла из проекта. 26 апреля 2020 года Германия перешла на децентрализованный подход для поддержки таких решений, как DP-3T.
Децентрализованные протоколы включают в себя децентрализованную трассировку сближения с сохранением конфиденциальности (DP-PPT / DP-3T), протокол шепотной трассировки Коалиционной сети, протокол TCN («Временные контактные номера») глобальной коалиции TCN, и SafePaths MIT Media Lab. Целью децентрализации является снижение потери конфиденциальности путем обмена анонимными ключами, которые не содержат идентифицируемой информации.
COCOVID разрабатывается совместными усилиями нескольких европейских компаний и учреждений. Компоненты «Мобильное приложение», «Большие данные» и «Искусственный интеллект» будут доступны любому правительству. Приложение COCOVID имеет открытый исходный код, а бэкэнд основан на высокомасштабируемом решении, которое уже используется несколькими крупнейшими финансовыми институтами в Европе. COCOVID будет поддерживать координацию тестов в медицинских учреждениях, позволяя пользователям с высоким риском заражения бронировать тестовый слот прямо из приложения. Это сократит усилия и повысит эффективность процессов медицинских испытаний. COCOVID будет использовать как местоположение, так и контактные данные Bluetooth, что обеспечивает высокий уровень эффективности. Решение разработано в соответствии с рекомендациями ЕС о конфиденциальности данных. Команда, работающая над проектом, включает сотрудников из Orange, Ericsson, Proventa AG, Stratio, TH Köln и Charta digitale Vernetzung.
9 апреля 2020 года правительство Сингапура объявило об открытии эталонной реализации протокола BlueTrace, используемого его официальным правительственным приложением.

#### Проект отслеживания контактов Google / Apple
10 апреля 2020 года Google и Apple, компании, которые контролируют мобильные платформы Android и iOS, объявили об инициативе по отслеживанию контактов, которая, как они заявили, сохранит конфиденциальность, на основе комбинации технологии Bluetooth Low Energy и криптографии, сохраняющей конфиденциальность. Они также опубликовали спецификации основных технологий, используемых в системе. Согласно Apple и Google, система должна быть развернута в три этапа:
- Спецификация API и публикация
- развертывание инструментов, позволяющих правительствам создавать официальные приложения для отслеживания коронавируса с сохранением конфиденциальности
- интеграция этой функциональности непосредственно в iOS и Android

Google и Apple планируют решить проблемы с постоянным наблюдением, сначала распространяя систему через обновления операционной системы, а затем удаляя ее таким же образом, как только угроза исчезнет.
ACLU заявил, что подход Google и Apple «, по-видимому, снижает наихудшие риски для конфиденциальности и централизации, но еще есть возможности для улучшения».

## Список ограничений
| имя | функциональность                                                                          | Платформа             | Автор / промоутер | Лицензия                                                                      | домашняя страница | ссылка                          |
| --- | ----------------------------------------------------------------------------------------- | --------------------- | --- | ----------------------------------------------------------------------------- | --- | ------------------------------- |
| Панъевропейский проект отслеживания близости (PEPP-PT)                                                            | отслеживание контактов с сохранением конфиденциальности                                   | не указано            | Институт телекоммуникаций им. Фраунгофера, Институт Роберта Коха, Технический университет Берлина, Университет Дрездена, Университет Эрфурта, Vodafone Germany                                              | несколько протоколов, закрытый источник, частные спецификации, MPL            | https://www.pepp-pt.org/ Архивная копия от 9 апреля 2020 на Wayback Machine, https://github.com/pepp-pt/pepp-pt-documentation, https://nadim.computer/res/pdf/PEPP-PT_NTK_High_Level_Overview.pdf | [ 96 ]                          |
| Коалиционная сеть                                                                                                 | отслеживание контактов с сохранением конфиденциальности                                   | независимая платформа | Коалиционный фонд, Нодл, Французский институт исследований в области компьютерных наук и автоматизации, Беркли, Калифорния                                                                                  | GPL 3                                                                         | https://www.coalitionnetwork.org/ | [ 97 ] [ 98 ]                   |
| Проект отслеживания конфиденциальности Google / Apple                                                             | отслеживание контактов с сохранением конфиденциальности                                   | независимая платформа | Google, Apple Inc. | публичная спецификация                                                        | https://www.apple.com/covid19/contacttracing | [ 99 ]                          |
| Децентрализованное отслеживание близости с сохранением конфиденциальности (DP-3T)                                 | отслеживание контактов с сохранением конфиденциальности                                   | независимая платформа | EPFL, ETHZ, KU Leuven, TU Delft, Лондонский университетский колледж, CISPA, Оксфордский университет, Университет Турина / Фонд ISI                                                                          | общедоступная эталонная реализация Apache 2.0, код MPL 2.0 для iOS / Android. | https://github.com/DP-3T | [ 100 ]                         |
| BlueTrace / OpenTrace                                                                                             | отслеживание контактов с сохранением конфиденциальности                                   | независимая платформа | Правительство Сингапура Цифровые услуги | публичная спецификация, код GPL 3                                             | bluetrace.io, https://github.com/opentrace-community | [ 24 ]                          |
| Чувствительные к конфиденциальности протоколы и механизмы для отслеживания мобильных контактов (PACT) / CovidSafe | отслеживание контактов с сохранением конфиденциальности                                   | независимая платформа | Добровольцы Microsoft, Вашингтонский университет | публичная спецификация, код лицензии MIT                                      | https://arxiv.org/abs/2004.03544, https://github.com/covidsafe | [ 101 ] [ 102 ] [ 103 ]         |
| PACT: частное автоматическое отслеживание контактов                                                               | отслеживание контактов с сохранением конфиденциальности                                   | независимая платформа | MIT Лаборатория компьютерных наук и искусственного интеллекта, Массачусетская больница общего профиля, MIT Lincoln Laboratory, MIT Media Lab, Бостонский университет, Институт Вейцмана, Университет Брауна | публичная спецификация, код лицензии MIT                                      | https://pact.mit.edu | [ 104 ] [ 105 ] [ 106 ] [ 107 ] |
| TCN Coalition / TCN Protocol                                                                                      | отслеживание контактов с сохранением конфиденциальности                                   | независимая платформа | CovidWatch, CoEpi, ITO, проект Commons, Фонд Zcash, Openmined, Коалиционная сеть | общедоступная спецификация, лицензионный код MIT                              | tcn-coalition.org https://github.com/TCNCoalition/TCN |                                 |
| OpenCovidTrace | отслеживание контактов с сохранением конфиденциальности, агрегатор Apple / Google / DP-3T | независимая платформа | Nebula Ventures, сообщество с открытым исходным кодом, Quantstellation, MLM Holdings, Evocativideas, 1Checkin                                                                                               | общедоступная спецификация, LGPL iOS / Android код.                           | https://opencovidtrace.org https://github.com/OpenCovidTrace | [ 108 ]                         |

## Список приложений по странам
Примечание. В этой таблице должны быть перечислены только те приложения, которые либо поддерживаются ссылками из надежных источников третьих сторон, либо принадлежат или поддерживаются независимыми известными организациями, такими как национальные правительства, промышленные предприятия, крупные университеты или НПО, или одной из структур. сотрудничества, перечисленные выше.
| Страна             | Название                                                          | Функциональность | Платформа                                  | Автор/поддержка | Статус                      | Лицензия                                                    | Протокол                                        | Homepage                                                            | Загрузка | Ref                             |
| ------------------ | ----------------------------------------------------------------- | --- | ------------------------------------------ | --- | --------------------------- | ----------------------------------------------------------- | ----------------------------------------------- | ------------------------------------------------------------------- | --- | ------------------------------- |
| Ангола             | COVID-19 AO                                                       | self diagnostic, information and quarantine enforcement | Web                                        | Ravelino de Castro |                             | Proprietary                                                 |                                                 | https://covid19ao.com/                                              | | [ 109 ] [ 110 ] [ 111 ] [ 112 ] |
| Австралия          | Coronavirus Australia                                             | information, isolation registration | Android, iOS                               | Delv Pty Ltd / Australian Department of Health | in use                      | Proprietary                                                 |                                                 | health.gov.au                                                       | 27/04, 1.89 million; 26/04: 1 million                                                                            | [ 113 ] [ 114 ]                 |
| Австралия          | COVIDSafe                                                         | contact tracing | Android, iOS                               | Australian Department of Health | in use                      | Proprietary                                                 | BlueTrace                                       | covidsafe.gov.au                                                    | 07/05, 4 million                                                                                                 | [ 115 ] [ 116 ] [ 117 ] [ 118 ] |
| Австрия            | Stopp Corona                                                      | contact tracing, medical reporting | Android, iOS                               | Austrian Red Cross | in use                      | Apache License 2.0                                          | DP-3T                                           | www.roteskreuz.at                                                   | | [ 119 ]                         |
| Китай              | «Alipay Health Code»                                              | contact tracing | Android, iOS                               | integrated into Alipay and WeChat apps |                             | Proprietary                                                 |                                                 |                                                                     | | [ 120 ] [ 121 ] [ 122 ] [ 123 ] |
| Чехия              | eRouška                                                           | contact tracing | Android, iOS                               | Czech Ministry of Health and Hygiene | in use                      | MIT License                                                 | own                                             | erouska.cz                                                          | | [ 7 ] [ 124 ] [ 125 ] [ 126 ]   |
| Финляндия          | Ketju                                                             | contact tracing | Android, iOS                               | 2M-IT, Futurice, Reaktor Finland, Fractal, Sitra | small pilot test in May     | unknown                                                     | DP-3T                                           | ketjusovellus.fi                                                    | | [ 127 ] [ 128 ] [ 129 ]         |
| Франция            | StopCovid                                                         | contact tracing | unknown                                    | Government of France / INRIA, ANNSI, Cap Gemini, Dassault Systèmes, INSERM, Lunabee studio, Orange, Santé publique France, Withings, Coalition Network |                             |                                                             |                                                 | gitlab.inria.fr/stopcovid19                                         | | [ 132 ] [ 133 ]                 |
| Франция            | ROBERT (ROBust and privacy-presERving proximity Tracing protocol) | contact tracing | unknown                                    | INRIA |                             |                                                             | PEPP-PT                                         | github.com/ROBERT-proximity-tracing                                 | | ,                               |
| Грузия             | Stop Covid                                                        | contact tracing | Android, iOS                               | Novid20 / Georgian Ministry of Health | in use                      | GPL                                                         | PEPP-PT                                         | novid20.org                                                         | | [ 135 ] [ 136 ] [ 137 ]         |
| Германия           | Ito                                                               | contact tracing | Android                                    | Partners like TUM | APK file released           | GPL3                                                        | TCN                                             | ito-app.org                                                         | | [ 138 ]                         |
| Германия           | OHIOH Framework                                                   | contact tracing, scientific research | Android, OS                                | FH Kiel] | APK file released           | MIT                                                         | TCN                                             | ohioh.de                                                            | | [ 139 ] [ 140 ] [ 141 ]         |
| Греция             | DOCANDU Covid Checker                                             | self diagnostic, information and 24/7 online doctor | Android, Web-based / Web-site Widget       | DOCANDU, Region of Attica (Greece), Athens Medical Association (Greece)                                                                                | in use (2020-03-26)         |                                                             |                                                 | https://www.docandu.com/en                                          | 27/04, 18,000 users                                                                                              | [ 142 ] [ 143 ] [ 144 ]         |
| Гана               | GH COVID-19 Tracker App                                           | | Android, iOS: awaiting app store approvals | Ministry of Communication and Technology, Ministry of Health                                                                                           |                             |                                                             |                                                 |                                                                     | | [ 8 ] [ 9 ]                     |
| Гонконг            | Stay Home Safe                                                    | quarantine enforcement | Unknown                                    | The Government Of The Hong Kong Special Administrative Region                                                                                          |                             | Unknown                                                     |                                                 |                                                                     | | [ 145 ]                         |
| Венгрия            | VírusRadar                                                        | contact tracing | Android, iOS                               | Ministry of Innovation and Technology and NextSense | in use (2020-05-13-)        |                                                             |                                                 | https://virusradar.hu                                               | |                                 |
| Исландия           | Rakning C-19                                                      | route tracking | Android, IOS                               | Iceland’s Department of Civil Protection and Emergency Management and Directorate of Health                                                            | in use (2020-04-01)         | MIT License                                                 | GPS                                             | https://www.covid.is/app/en                                         | 26/04, 50 % | [ 146 ] [ 147 ]                 |
| Индия              | Aarogya Setu                                                      | contact tracing | Android, iOS                               | Union Government of India / National Informatics Centre                                                                                                |                             |                                                             |                                                 | mygov.in/aarogya-setu-app                                           | 50million + | [ 148 ]                         |
| Индия              | COVA Punjab                                                       | contact tracing | Android, iOS                               | Government of Punjab |                             |                                                             |                                                 |                                                                     | | [ 149 ]                         |
| Индия              | COVID-19 Feedback                                                 | feedback | Android                                    | Union Ministry of Electronics and Information Technology / Union Ministry of Health and Family Welfare                                                 |                             |                                                             |                                                 |                                                                     | | [ 149 ]                         |
| Индия              | COVID-19 Quarantine Monitor                                       | contact tracing, geofencing | TBA                                        | Government of Tamil Nadu / Pixxon AI Solutions |                             |                                                             |                                                 |                                                                     | | [ 149 ]                         |
| Индия              | Corona Kavach                                                     | information | Android (discontinued)                     | Union Ministry of Electronics and Information Technology / Union Ministry of Health and Family Welfare                                                 |                             |                                                             |                                                 |                                                                     | | [ 149 ] [ 150 ]                 |
| Индия              | GoK Direct                                                        | information | Android, iOS                               | Government of Kerala / Qkopy (for Android), MuseON Communications (for iOS)                                                                            |                             | Proprietary                                                 |                                                 |                                                                     | | [ 149 ] [ 151 ] [ 152 ]         |
| Индия              | Mahakavach                                                        | contact tracing | Android                                    | Government of Maharashtra |                             |                                                             |                                                 |                                                                     | | [ 149 ]                         |
| Индия              | Quarantine Watch                                                  | contact tracing | Android                                    | Government of Karnataka |                             |                                                             |                                                 |                                                                     | | [ 149 ]                         |
| Индия              | Test Yourself Goa                                                 | self diagnostic | Android                                    | Government of Goa / Innovaccer |                             |                                                             |                                                 |                                                                     | | [ 149 ] [ 153 ]                 |
| Индия              | Trackcovid-19.org                                                 | self diagnostic, syndromic surveillance | Web                                        | Trackcovid-19.org | In Use                      | Open                                                        |                                                 | https://www.trackcovid-19.org/                                      | NA | [ 154 ]                         |
| Индия              | Test Yourself Puducherry                                          | self diagnostic | Android                                    | Government of Puducherry / Innovaccer |                             |                                                             |                                                 |                                                                     | | [ 149 ] [ 153 ]                 |
| Израиль            | Hamagen (ивр. המגן‎ «the shield»)                                  | contact tracing | Android, iOS                               | Israeli Health Ministry | in use, open source         | MIT License                                                 |                                                 | https://govextra.gov.il/ministry-of-health/hamagen-app/download-en/ | | [ 155 ] [ 156 ] [ 157 ] [ 158 ] |
| Италия             | Covid Community Alert                                             | CovidApp for citizens (proximity tracing and exposure notification, optional GPS location sharing), CovidDoc for doctors (scan patient QR code, log patient health status), web dashboard for epidemiologists (set parameters that trigger notifications) | Android, iOS, web                          | Coronavirus Outbreak Control | Released                    | Open source, unclear                                        | TCN                                             | https://coronavirus-outbreak-control.github.io/web/                 | | [ 159 ]                         |
| Италия             | diAry «Digital Arianna»                                           | GPS location tracing, exposure notification, awareness raising | Android, iOS                               | University of Urbino / DIGIT srl | Released, open beta         | MIT License                                                 | GPS, own                                        | https://covid19app.uniurb.it/                                       | Google Play App Store                                                                                            | [ 160 ]                         |
| Италия             | Immuni («Immune»)                                                 | contact tracing, self diagnostic | Android, iOS                               | Bending Spoons |                             | unknown, open?                                              | PEPP-PT                                         |                                                                     | | [ 161 ]                         |
| Италия             | SM-COVID-19                                                       | Contact Tracing | Android, iOS                               | SoftMining | Released                    | Closed source, private specifications                       | ReCoVer                                         | smcovid19.org                                                       | | [ 162 ]                         |
| Малайзия           | Gerak Malaysia                                                    | contact tracing, border crossing registration | Android, iOS                               | Royal Malaysia Police / Ministry of Health | in use                      | Proprietary                                                 |                                                 | www.gerakmalaysia.gov.my                                            | 1 million | [ 15 ] [ 163 ]                  |
| Малайзия           | MySejahtera                                                       | information | Android, iOS                               | National Security Council / Ministry of Health | in use                      | Proprietary                                                 |                                                 | mysejahtera.malaysia.gov.my/intro                                   | | [ 15 ]                          |
| Малайзия           | MyTrace                                                           | contact tracing | Android, iOS                               | MOSTI | in use                      | Proprietary                                                 | Bluetooth                                       |                                                                     | | [ 15 ] [ 163 ]                  |
| Нидерланды         | PrivateTracer                                                     | contact tracing | Android, iOS                               | Milvum, YES!Delft, Odyssey, Hague |                             | MIT Licence                                                 | DP-3T                                           | privatetracer.org                                                   | |                                 |
| Новая Зеландия     | NZ COVID Tracer                                                   | Point-of-interest journal | Android, iOS                               | Ministry of Health | in use                      | Proprietary                                                 | QR code                                         | https://tracing.covid19.govt.nz/                                    | May 20 | [ 16 ] [ 17 ] [ 18 ]            |
| Северная Македония | StopKorona!                                                       | contact tracing | Android, iOS                               | Ministry of Health (North Macedonia), Nextsense |                             | Proprietary                                                 |                                                 | stop.koronavirus.gov.mk/en                                          | | [ 164 ] [ 165 ]                 |
| Норвегия           | Smittestopp                                                       | contact tracing, route tracking | Android, iOS                               | Simula Research Laboratory / Norwegian Institute of Public Health (FHI)                                                                                | in use                      | Proprietary                                                 |                                                 | https://helsenorge.no/smittestopp                                   | April 20, 1.2m                                                                                                   | [ 166 ] [ 167 ]                 |
| Польша             | ProteGO                                                           | contact tracing | Android, iOS                               | authors: Jakub Lipinski, Karol Kostrzewa, Dariusz Aniszewski; supporter: Ministry of Digital Affairs of Poland                                         |                             | GNU GPLv3 + GNU AGPLv3                                      |                                                 | github.com/ProteGO-safe                                             | | [ 168 ] [ 169 ] [ 170 ]         |
| Россия             | «Социальный Мониторинг»                                           | quarantine enforcement | Android, iOS                               | Infogorod / Gaskar |                             |                                                             |                                                 |                                                                     | | [ 171 ] [ 172 ]                 |
| Россия             | Госуслуги.COVID трекер                                            | Digital Contact Tracing and Alerting | Android, iOS                               | Министерство цифрового развития, связи и массовых коммуникаций Российской Федерации, Министерство здравоохранения Российской Федерации                 |                             |                                                             |                                                 |                                                                     | | [ 173 ]                         |
| Саудовская Аравия  | Corona Map                                                        | Self Diagnostic Information | Android, iOS, Web                          | National Health Information Center | in use                      |                                                             |                                                 | https://coronamap.sa/ Apple Store Google Play                       | | [ 174 ]                         |
| Сингапур           | TraceTogether                                                     | contact tracing | Android, iOS                               | Government Digital Services agency of Government Technology Agency of Singapore                                                                        | in use                      | compatible with open source OpenTrace / BlueTrace framework | BlueTrace                                       | https://www.tracetogether.gov.sg/                                   | 15/5 1.4m, 27/4 1.1m, 9/4 1000k, 2/4 950k, 30/3 910k, 27/03 830k users. 26/03 735k users. 22/3 600k. 21/03 500k. | [ 175 ] [ 176 ]                 |
| Республика Корея   | Corona 100m                                                       | contact tracing | Android (no longer available)              | Bae Won-Seok / TINA3D |                             |                                                             |                                                 |                                                                     | | [ 177 ] [ 178 ] [ 179 ]         |
| Республика Корея   | Self-Diagnosis app                                                | self-diagnostic | Android, iOS                               | Ministry of Health and Welfare |                             |                                                             |                                                 | ncov.mohw.go.kr/selfcheck                                           | | [ 180 ] [ 181 ]                 |
| Республика Корея   | Self-Quarantine app                                               | isolation registration | Android, iOS                               | Ministry of the Interior and Safety |                             |                                                             |                                                 | safekorea.go.kr                                                     | | [ 182 ] [ 183 ]                 |
| ЮАР                | Covi-ID                                                           | contact tracing, health credential management | Android, iOS, Web                          | Council for Scientific and Industrial Research,University of Cape Town, The Delta Studio                                                               | in use                      | compatible with open source                                 | PACT,GDPR,California Consumer Privacy Act, POPI | https://coviid.me/                                                  | | [ 184 ] [ 185 ]                 |
| Шри-Ланка          | COVID Shield                                                      | Self-Health Checking, Quarantine Support, Automated Respiratory health monitoring | Android                                    | Commonwealth Centre for Digital Health | APK file, not in play store | Proprietary                                                 |                                                 | https://covid.iq.lk/covid-shield-app.php                            | | [ 186 ]                         |
| Великобритания     | Covid Symptom Study, formerly Covid Symptom Tracker               | self-diagnostic | Android, iOS                               | King's College London, Guy's and St Thomas' Hospitals, Zoe Global Limited                                                                              |                             |                                                             |                                                 | https://covid.joinzoe.com/                                          | May 4, 3 million                                                                                                 | [ 187 ] [ 188 ]                 |
| Великобритания     | NHS COVID-19                                                      | multipurpose | Android, iOS                               | NHS Digital |                             |                                                             |                                                 | www.nhs.uk                                                          | | [ 189 ]                         |
| США                | COVID-19 Apple / Google App                                       | information | Android, iOS                               | Apple Inc. / Google LLC / U.S. Federal Government |                             |                                                             |                                                 |                                                                     | | [ 190 ] [ 191 ] [ 192 ]         |
| США                | CovidSafe                                                         | self-diagnostic, contact tracing | Android, iOS                               | Microsoft volunteers, University of Washington |                             | MIT License                                                 | PACT                                            | https://covidsafe.cs.washington.edu/                                | | [ 193 ]                         |
| США                | How We Feel                                                       | self-diagnostic | Android, iOS                               | Pinterest and others |                             |                                                             |                                                 |                                                                     | | [ 194 ]                         |
| США                | Private Kit: Safe Paths                                           | contact tracing | Android, iOS                               | MIT |                             | MIT License                                                 |                                                 | safepaths.mit.edu                                                   | | [ 195 ]                         |
| США                | Covid Watch                                                       | digital contact tracing and alerting | Android, iOS                               | Covid Watch |                             |                                                             | TCN                                             | https://www.covid-watch.org/                                        | | [ 84 ] [ 196 ]                  |
| США                | coEpi                                                             | self-reporting | Android, iOS                               | coEpi |                             |                                                             | TCN                                             |                                                                     | | [ 84 ] [ 197 ]                  |
| США                | NOVID                                                             | contact tracing | Android, iOS                               | Expii, CMU |                             |                                                             | TCN                                             | https://www.novid.org/                                              | | [ 198 ]                         |
| Вьетнам            | NCOVI                                                             | medical reporting | Android, iOS                               | VNPT, Ministry of Health Vietnam |                             | Proprietary                                                 |                                                 | MINISTRY OF HEALTH VIETNAM                                          | | [ 199 ]                         |
| global             | World Health Organization COVID-19 App                            | information | Android, iOS                               | World Health Organization | under development           | MIT Licence                                                 |                                                 | WorldHealthOrganization/app                                         | | [ 200 ]                         |
| global             | Coalition App                                                     | contact tracing | Android, iOS, third party hardware         | Coalition Network | Live                        | GPL 3                                                       | Whisper Tracing Protocol                        | https://www.coalitionnetwork.org/                                   | | [ 81 ]                          |